# Centeotl
 (mars 2021).

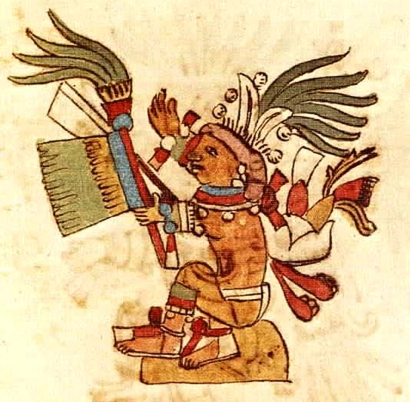
Centeotl.

Centeotl (parfois appelé Centeotl-tecutli, Centeotl-cihuatl, Cinteotl, Centeal, Cexochitl, Chiutcoatl, Tonacajoha, Tzinteotl) est, dans la mythologie aztèque, la divinité du feu. 
Son nom signifie littéralement « dieu du maïs » : en nahuatl, « centli-cintli » signifie maïs et « teotl » dieu. D'après la cosmogonie nahua, il naquit de l'union de Piltzintecuhtli et de Tlazolteotl. Après sa naissance, Centeotl se réfugia sous la terre.

## Centeotl et Cinteotl

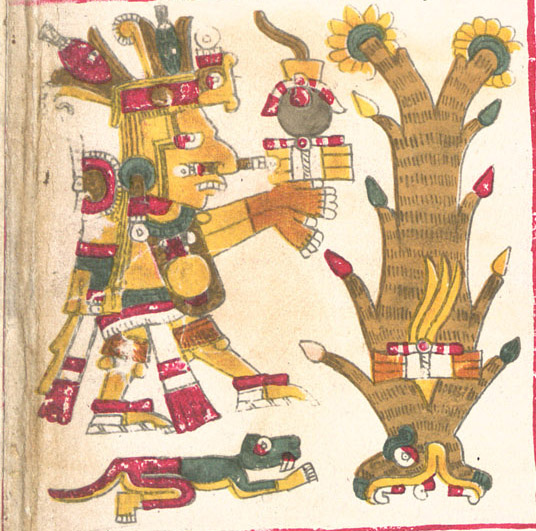
Cinteotl (Codex Borgia).

Généralement les auteurs déterminent une seule divinité entre Centeotl et Cinteotl. Le maïs, comme à la création de l'homme, les ancêtres ont donné quelques origines. Selon quelques chroniqueurs indigènes, le maïs a été obtenu par Quetzalcóatl (transformé en fourmi), qui entre aux dominations de la fourmi rouge, dans le royaume de Tonacapan et obtient quelques grains de la divine céréale pour nourrir les hommes sur la terre pendant la destruction des soleils aztèques.
- Selon quelques sources[4] Cinteotl (dieu du maïs) est fils de Tlalcihuatl (déesse de la terre) et Tonatiuh (dieu du soleil)[5].
- Selon quelques sources[6] Cinteotl (dieu du maïs) est fils de Piltzintecutli (dieu des temporels) et Xochiquetzal (déesse de la beauté), qui est né après le déluge universel atonatiuh, où est volé et enterré par les dieux pour reproduire l'estimé maïs des hommes[5].
- Selon quelques sources[7] Centeotl (déesse du maïs) est fille de Xochiquetzal (déesse de la beauté) et Xochipilli (dieu de l'amour)[5]. Cette déesse a eu 4 fils appelés Iztaccinteotl (maïs blanc), Tlatlauhcacinteotl (maïs rouge), Cozauhcacinteotl (maïs jaune), Yayauhcacinteotl (maïs noir).